# Оригути, Синобу
Синобу Оригути (яп. 折口信夫; 11 февраля 1887 года, Осака — 3 сентября 1953 года) — японский этнолог, фольклорист, литературовед, поэт, прозаик и педагог.
Также публиковался под псевдонимом Сяку Тёку (яп. 釈迢空).

## Биография
Родился 11 февраля 1887 года в семье осакских торговцев, один из девяти детей. Глубокий интерес к литературе у мальчика проявился ещё в школьные годы.
В 1910 году закончил литературный факультет университета Кокугакуин, после чего посвятил себя изучению памятников периода Нара. Позднее, в 1919 году, пришёл работать в университет Кокугакуин, с 1922 года — преподаватель древней японской литературы.
В 1913 году познакомился и стал сотрудничать с Кунио Янагитой, который вдохновил Оригути на изучение фольклора и этнографические исследования в разных префектурах Японии. Вместе они работали над выпуском этнографических журналов.
С 1928 года начал преподавать в Университете Кэйо.
Скончался 3 сентября 1953 года. Похоронен на кладбище при храме Гансэндзи в Осаке.

## Творчество
В 1917 году присоединился к литературному кружку журнала «Арараги», привлечённый особым отношением среди его участников к поэтической антологии «Манъёсю» и провозглашённому ими в творчестве принципу «отражения жизни». Позднее, однако, увлёкся романтизмом и в 1921 году покинул кружок.
Первый сборник танка «Между морем и горами» (яп. 海やまのあひだ) опубликовал только в 1925 году.
В 1929—1930 годы издал посвящённый японской этнографии и фольклору трёхтомник «Древние исследования» (яп. 古代研究), который помог ему утвердить репутацию как учёного.
Вдохновлённый египетской «Книгой мёртвых», в 1939 году издал свой роман «Книга мёртвых» (яп. 死者の書).
Также Оригути перевёл на современный японский язык и издал, снабдив комментариями, антологию «Манъёсю».
Посвятив жизнь изучению японского фольклора, Оригути принимал японские милитаристские идеи, концепцию великой восточноазиатской сферы сопроцветания, что находило своё отражение и в его поэтическом творчестве. Некоторые из лозунговых танка сборника «Возглашаю Вселенной» (яп. 告天地) 1942 года японская государственная пропаганда использовала в своих целях. Переосмысление ценностей пришло после гибели приёмного сына во время битвы за Иводзиму, укрепилось после капитуляции Японии. Воинствующий тон в стихах сменился скорбью и протестом. В изданном посмертно в 1955 году сборнике «Народ Ямато» (яп. 倭をぐな) Оригути уже снова обращается к темам природы и традиций родной страны.